# Stumpffia kibomena
Stumpffia kibomena es una especie de anfibio anuro de la familia Microhylidae. Esta especie es endémica de la región de Andasibe en la zona centro-oriental de Madagascar. Habita entre la hojarasca de selvas primarias, bosques de eucaliptus y en matorrales de helechos entre los 850 y 950 m sobre el nivel del mar .

## Publicación original
- Glaw, Vallan, Andreone, Edmonds, Dolch, & Vences, 2015 : Beautiful bright belly: A distinctive new microhylid frog (Amphibia: Stumpffia) from eastern Madagascar. Zootaxa, n.º 3925, p. 120–128.[4]